# Рик Гомес
Ричард Харпър „Рик“ Гомес (на английски: Richard Harper „Rick“ Gomez) (роден на 1 юни 1972 г.) е американски актьор. Популярен е с ролите си на Джордж Лъз в минисериала „Братя по оръжие“ на HBO и „Безкрайния“ Майк Хелстром в „Приключенията на Пийт и Пийт“ на Nickelodeon.